# Cnaeus Tremellius Scrofa
Cnaeus Tremellius Scrofa (Kr. e. 1. század) római író.
Cicero és Titus Pomponius Atticus barátja volt. Együttműködött Varróval a campaniai földfelosztásnál. Korabeli források mint gazdasági írót is említik, de munkáiból még töredékek sem maradtak fenn. A Caius Verres elleni perben a bírói kar tagja volt.